# 卡米羅·巴爾加斯
卡米路·華加斯（西班牙語：Camilo Vargas；1989年3月9日—）是一位哥倫比亞足球運動員。在場上的位置是守門員。他現在效力於墨西哥足球超級聯賽球隊阿特拉斯足球俱乐部。他也代表哥倫比亞國家足球隊參賽，入選了2014年世界杯哥倫比亞隊大名單。